# تمريض المسافرين
تمريض المسافرين هو تخصص تمريضي يعزز صحة وسلامة المسافرين الوطنيين والدوليين. على غرار طب السفر، فهي ممارسة متعددة التخصصات تستمد من قواعد المعرفة الخاصة باللقاحات وعلم الأوبئة والطب الاستوائي والصحة العامة والتثقيف الصحي. شهد تمريض السفر زيادة في الطلب العالمي بسبب تطور طب السفر. تم الاعتراف بالتمريض الصحي أثناء السفر خلال الثمانينات كمهنة ناشئة لتلبية احتياجات المسافرين، كما تم إنشاء تعليم وتدريب إضافي. عادةً ما يعمل ممرضو صحة السفر في «العيادة الخاصة، ووحدات العيادات الخارجية بالمستشفيات، والجامعات، والحكومة، والجيش»، ولديهم المزيد من الفرص والأدوار القيادية حيث أصبح السفر أكثر شيوعًا. ومع ذلك، فهم يواجهون أيضًا صراعات تنظيمية ومتعلقة بالدعم مع الممارسين العامين والمرضى في أماكن الرعاية الصحية.

## التاريخ
تطور طب السفر خلال التسعينات، وهو آخذ في التطور. يهدف إلى الوقاية من الأمراض والعدوى أثناء السفر، ويوفر رعاية متخصصة للمسافرين المعرضين للمخاطر. طب السفر يمارس في أماكن أخرى للرعاية الصحية، مثل أماكن العمل، وعيادات الصحة الجامعية، وأقسام الطوارئ، والصيدليات، ومحلات السوبر ماركت. توجد أيضًا عيادات مستقلة لطب السفر تستخدم الرعاية الصحية الوقائية لتقليل المراضة والوفيات. ينتشر تمريض السفر في الولايات المتحدة، وقد أكدت دراسة دولية عام 1996 أن الممرضات يلعبن دورًا مهمًا في توفير التثقيف الصحي للمسافرين.
ومع ذلك، طالب ممرضو السفر بمزيد من التدريب من أجل تقديم خدمة أفضل. في عام 2004، عندما تم الاعتراف بطب السفر كواحد من 91 تخصصًا فرعيًا، 97 في المائة من المستشارين الصحيين كانوا ممرضات وعمل 75 في المائة من الممرضات أثناء تلقي تعليم وتدريب عالي المستوى.

## المهنة
يعمل ممرضو السفر بشكل أساسي في عيادات السفر الصحية في الجيش والحكومة وبعض ممارسات الرعاية الإسعافية الكبيرة. يغطي عملهم رعاية ما قبل السفر، مع التركيز على الوقاية من الأمراض وتعزيز الصحة أثناء تواجد المرضى بعيدًا عن المنزل. يقوم ممرضو السفر بتقييم المخاطر الصحية والوجهة للمسافر لتنفيذ خطة الرعاية الوقائية التي قد تشمل التطعيمات وأدوية السفر ولوازمه. يقدم هؤلاء الممرضون الاستشارات الصحية والتثقيف للمسافرين حول إدارة الحالات المزمنة بعيدًا عن المنزل. غالبًا ما يتم توفير الإحالات للرعاية أثناء السفر لتلبية الاحتياجات المتوقعة أو الطوارئ الصحية.

### الأدوار
قد تصاحب السفر مشاكل صحية، وزادت الحاجة إلى الممرضين في عيادات السفر الصحية (خاصة في الولايات المتحدة).

#### رعاية ما قبل السفر
تشمل رعاية ما قبل السفر تقييمًا لمخاطر الصحة والسلامة وخطة رعاية مخصصة قد تشمل التطعيمات وأدوية السفر ولوازمه واستشارات الرعاية الذاتية والإحالات. يتضمن التقييم السابق للسفر التاريخ الصحي للسفر على مدى ستة أشهر:
- الديموغرافيات: العمر والجنس وبلد الميلاد
- الأدوية: الأدوية الموصوفة، الأدوية التي لا تحتاج إلى وصفة طبية، الأدوية العشبية.
- التاريخ الطبي: المشكلات الصحية المزمنة (مثل أمراض القلب أو السكري)، والحمل، والعمليات الجراحية، ومشكلات الصحة العقلية.
- الحساسية: اللقاحات، الأطعمة، الأدوية، العوامل البيئية، الحساسية المفرطة.
- التحصين: التوثيق، مواعيد التطعيم، التفاعلات العكسية إن وجدت.
- مرض السفر: المرض أو الإصابة، الخبرة في الرعاية الصحية في البلدان الأخرى، معرفة الإسعافات الأولية والخبرة في استخدام أدوية السفر.

بعد الحصول على السجل الصحي، يجمع الممرض معلومات حول الرحلة:
- الوجهة: كل وجهة، بما في ذلك المحطات.
- مدة السفر: تواريخ المغادرة والوصول، ومدة بقاء الفرد في وجهة معينة.
- نوع السفر: حضري أو ريفي، متعلق بالعمل، حقائب الظهر، مجموعة، عطلة عائلية، أو رحلة فردية.
- وسائل النقل: النوع والإقامة (فندق أو مخيم أو نزل).
- نوع الأنشطة المخطط لها: العمل أو الترفيه، والأنشطة بما في ذلك المياه، والاتصال بالناس والحيوانات، والنشاط الجنسي.

تشمل الرعاية الصحية قبل السفر أيضًا تخطيط الرحلة: البحث وتحديد المخاطر. يحدد الممرضون المخاطر الصحية لرحلة معينة على مسافر معين:
- الحالات الطبية غير المستقرة مثل مشاكل القلب والأوعية الدموية والجهاز التنفسي، ومشاكل العضلات والعظام، وقضايا الصحة العقلية.
- عمر المسافر: المسافرون الصغار والكبار أكثر عرضة للإصابة بالأمراض.
- الحمل: يزيد من مخاطر الرحلة، خاصة خلال الثلث الأول والثالث من الحمل.
- الأدوية وتعاطي المخدرات: بعض الأدوية، مثل مدرات البول، يمكن أن تزيد من المخاطر. يهدد تعاطي الكحول والعقاقير غير المشروعة الصحة والسلامة أثناء السفر.
- الوجهة: السفر إلى وجهات نائية وريفية وغير متطورة، أو إلى وجهات تفتقر إلى خدمات الصحة والسلامة.
- مدة الرحلة: الرحلات الطويلة أكثر خطورة.
- الموسم: تشكل المواسم الممطرة والجافة مخاطر الإصابة بالأمراض المعدية.
- مهام العمل في الخارج: المخاطر المهنية.
- الاتصال بالأفراد المحليين: يؤدي التفاعل مع السكان المحليين، وخاصة الأطفال واللاجئين والمرضى، إلى زيادة خطر الإصابة بالأمراض المعدية.
- يمكن أن تزيد الأنشطة الترفيهية مثل ركوب الرمث وركوب الكهوف وتسلق الجبال وركوب الدراجات النارية والغوص من خطر الإصابة بالصدمات والموت العرضي.

تتضمن الخطة الدوائية تدابير دوائية وغير دوائية تساعد في تقليل المخاطر. تتكون الخطة من احتياطات قبل الرحلة وأثناءها وبعدها لتقليل المخاطر على صحة المسافر وسلامته. تأخذ توصيات اللقاح بعين الاعتبار التاريخ الطبي للعميل (بما في ذلك التطعيمات) والعمر والحمل والحساسية وتاريخ المغادرة ومدة الرحلة. تقلل متطلبات الجرعات من مخاطر الآثار الضارة.
تركز المرحلة الأخيرة على التثقيف الصحي والاستشارة، حيث لا يمكن الوقاية من معظم مشكلات السفر والصحة عن طريق اللقاحات يمكن استخدام النشرات والمواد السمعية البصرية ولعب الأدوار، وتشمل الموضوعات سلامة المركبات ومخاطر السفر الجوي. قد تزيد قوانين وعلامات السلامة على الطرق الأجنبية والقيادة تحت تأثير الكحول من مخاطر الحوادث والإصابات. تشمل مخاطر السفر الجوي إرهاق السفر والتخثر الوريدي العميق والأمراض المنقولة جوا والتعرض للغضب الجوي.

#### رعاية ما بعد السفر
يتم تقييم المسافرين العائدين من رحلة مع إصابة أو مرض بالتشاور مع متخصصين في الأمراض المعدية، والأمراض الجلدية، والصدمات، وأمراض الجهاز الهضمي.

## مجال
قد يكون المسافرون معرضين لخطر الإصابة بالأمراض، اعتمادًا على عوامل مثل الوجهة والموسم والتدابير الوقائية؛ الأشخاص المصابون بمرض مزمن أو إعاقة أو الحوامل معرضون لخطر أكبر. قد يحدث اضطراب الرحلات الجوية الطويلة، واضطراب النوم، وغير ذلك من الاضطرابات المرتبطة بالنوم بسبب السفر عبر المناطق الزمنية. قد تؤثر الأمراض الأخرى المرتبطة بالسفر، مثل الإسهال والتسمم الغذائي والأمراض الأخرى التي تنقلها النواقل، بشكل كبير على أولئك الذين يعانون من حالات طبية موجودة مسبقًا. يلعب ممرضو صحة السفر دورًا في المستشفيات وعيادات السفر وأقسام الصحة المهنية والممارسات الطبية العامة. البرامج التعليمية للتمريض الصحي أثناء السفر آخذة في التوسع؛ في الولايات المتحدة، تتكون برامج صحة السفر من خدمات ما قبل السفر. يمكن للممرضات إدارة ممارساتهم الخاصة.

### وصف الدواء
على الرغم من أن علم العقاقير هو عنصر مهم في تمريض صحة السفر، إلا أن الغالبية العظمى من ممرضي السفر تتطلب شهادة إضافية لوصف الأدوية. تتطلب القدرة على الوصف تدريبًا مناسبًا وتطويرًا مهنيًا: مصادر موثوقة وحديثة ومعترف بها؛ فهم القيود المرتبطة بالوصفات الطبية، وتوجيهات مجموعة المرضى (PGDs) والتوجيهات الخاصة بالمريض (PSDs)، ومبادئ تقييم المخاطر وتطبيقها على المسافر. يتحمل الممارسون المسؤولية الكاملة في التوصية باللقاحات والأدوية وإعطاءها ووصفها.

## المخاطر المهنية
يواجه ممرضو السفر عددًا من التحديات. تم سؤال ممرضي السفر من المملكة المتحدة واليابان وأستراليا عن الصعوبات التي واجهوها في عملهم. قال معظمهم إن الوقت كان من أصعب الصعوبات التي واجهتهم. كانت مشكلات الوقت هي توقيت المواعيد، والأوقات المخصصة مع المسافر، والوقت لتلبية المتطلبات الإدارية.
التحدي الآخر الذي يواجهه ممرضو السفر هو نقص الفرص التعليمية. برامج التدريب المعتمدة مكلفة، وتشمل نفقات السفر. يستغرق التدريب والتعليم وقتًا إضافيًا. من المتوقع أن يقدم الممرضون الرعاية، لكنهم يفتقرون إلى التدريب الصحي أثناء السفر. المرضى الذين يعانون من مشاكل هم من المخاطر المهنية الأخرى. يفشل بعض المرضى في فهم العواقب السيئة: المرضى بأمراض مزمنة، أو النساء الحوامل، أو الرضع، أو كبار السن. كما أن نقص الدعم المالي من أرباب العمل يشكل عائقا. عادة ما يتعين على الممرضين العمل في حدود الميزانية. قد تحدث تضارب بين الممارسين العامين والممرضين حول طب السفر، وقد تحظر القوانين وصف الأدوية أو اللقاحات.